# Leandro Sarmatz
Leandro Sarmatz (Porto Alegre, 22 de abril de 1973) é um editor brasileiro.

## Biografia
É descendente de imigrantes judeus, que chegaram ao Rio Grande do Sul na década de 1920. Mestre em Literatura pela PUC-RS, foi colaborador do jornal Zero Hora até 2001, quando se mudou para São Paulo.
Trabalhou como editor das revistas SuperInteressante e Vida Simples (ambas da Editora Abril) e nas editoras Ática e Companhia das Letras. É um dos fundadores da editora Todavia.
Escreveu em 2000 a peça Mães e sogras, que foi publicada pelo Instituto Estadual do Livro do Rio Grande do Sul mas só seria encenada em 2010.

## Obras publicadas
- 2000 - Mães e sogras (teatro) - IEL-RS
- 2009 - Logocausto (poesia) - Editora da Casa
- 2010 - Uma fome (contos) - Record

### Antologias
- Primos, org. Adriana Armony e Tatiana Salem Levy - 2010
- Os melhores jovens escritores brasileiros - Alfaguara, 2012